# Pionosyllis nutrix
Pionosyllis nutrix är en ringmaskart som beskrevs av Monro 1936. Pionosyllis nutrix ingår i släktet Pionosyllis och familjen Syllidae.
Artens utbredningsområde är havet kring Nya Zeeland. Inga underarter finns listade i Catalogue of Life.